# Long Sutton, Hampshire
Long Sutton är en ort och civil parish i Storbritannien.   Den ligger i grevskapet Hampshire och riksdelen England, i den södra delen av landet, 60 km sydväst om huvudstaden London. Long Sutton ligger 129 meter över havet och antalet invånare är 4 633.
Terrängen runt Long Sutton är platt. Runt Long Sutton är det ganska tätbefolkat, med 214 invånare per kvadratkilometer. Närmaste större samhälle är Basingstoke, 11,8 km väster om Long Sutton. Trakten runt Long Sutton består till största delen av jordbruksmark.